# Ashton-Sandy Spring
Ashton-Sandy Spring is een plaats (census-designated place) in de Amerikaanse staat Maryland, en valt bestuurlijk gezien onder Montgomery County. Het gebied omvat de gemeenschappen Ashton en Sandy Spring.

## Demografie
Bij de volkstelling in 2000 werd het aantal inwoners vastgesteld op 3437.

## Geografie
Volgens het United States Census Bureau beslaat de plaats een oppervlakte van
19,7 km², waarvan 19,6 km² land en 0,1 km² water.

## Plaatsen in de nabije omgeving
De onderstaande figuur toont nabijgelegen plaatsen in een straal van 8 km rond Ashton-Sandy Spring.